# Четыре настроения
«Четы́ре настрое́ния» (кит. трад. 喜怒哀樂, упр. 喜怒哀乐, палл. Си ну ай лэ, буквально: «Веселье, гнев, печаль, счастье», англ. Four Moods) — тайваньский киноальманах 1970 года, состоящий из четырёх эпизодов, режиссёрами которых выступили Бай Цзинжуй, Кинг Ху, Ли Син и Ли Ханьсян.
В первом эпизоде переписчик, к которому однажды посреди ночи приходит таинственная красавица, теперь отчаянно пытается встретиться с ней вновь. Действие второго эпизода разворачивается вокруг таверны, владельцы которой, муж и жена, пробуют обокрасть своих посетителей, но вместо этого вынуждены им подчиниться. Третья история рассказывает о человеке, вся семья которого была убита, возвращающемся в свой ветхий дом, где он встречает и влюбляется в девушку, желающую, чтобы он отказался от ненависти. Последний сюжет повествует о необычной дружбе рыбака и водного духа.

## Сюжет
Эпизод 1: «Веселье» (кит. трад. 喜, палл. Си)
Глубокой ночью переписчик усердно учится у себя дома. Внезапно дует сильный ветер, и масляная лампа гаснет. Через некоторое время ветер прекращается, и лампа зажигается вновь, и появляется девушка в белом, улыбаясь учёному. Он начинает паниковать, но незнакомка не желает причинять хозяину дома вреда. Переписчик очаровывается красотой и улыбкой девушки. Однажды, когда переписчик возвращается с прогулки домой, то случайно натыкается на могильного вора, делающего своё дело. Увидев это, переписчик прогоняет его и засыпает могилу. Молодая девушка, пришедшая к переписчику, захоронена в этой могиле, её зовут Се Фань. Чтобы выразить благодарность учёному, она предлагает ему себя, и они проводят вместе всю ночь. На рассвете Се Фань пропадает, и переписчик чувствует себя расстроенным. Любовь прошлой ночи заполняет его голову и вызывает в нём первобытные желания. Он в истерике бежит на кладбище, находит могилу женщины с надписью «Могила любимой дочери Янь Чи». Учёный благочестиво улыбается могиле, а затем счастливый возвращается обратно домой. Наступает ночь. Переписчик всё так же читает при свете лампы, но сегодня он ждёт только той же романтической встречи, что и вчера вечером. Затем бурный порыв ветра опять обрушивается на лампу. Вновь появляется свет. Он открывает глаза с улыбкой на лице. Однако перед ним на этот раз стоит уродливая сумасшедшая женщина. Она безудержно смеётся, отчего испуганный учёный начинает метаться по комнате. В конце концов ведьма обнимает хозяина дома.
Эпизод 2: «Гнев» (кит. трад. 怒, палл. Ну)
Ван Жоцинь, премьер-министр династии Сун, завидует авторитету генерала Ян Цзие и его семьи, поэтому он посылает своего зятя Се Цзиньу сжечь особняк Тяньбо семьи Ян. Генерал Цзяо Цзань, подчинённый шестого сына Ян Цзие Ян Яньчжао, в припадке гнева убивает Се Цзиньу. За это Ван Жоцинь отправляет генерала в ссылку на остров Шамэнь. Чтобы не позволить людям Жоциня погубить осуждённого, Ян Яньчжао посылает Жэнь Танхуэя следовать за ними. Конвоиры, сопровождающие генерала, предпринимают попытку убить его, но Цзяо Цзань успешно отбивается и, пользуясь случаем, снимает шейную колодку. В тот день они останавливаются на ночь в гостинице. Хозяева заведения ошибочно принимают Жэнь Танхуэя за крупного коммерсанта, поэтому у них возникает желание обворовать клиента. Воспользовавшись темнотой в полночь, владельцы гостиницы Лю Лихуа и его жена готовятся к действию, и начинается ожесточённая борьба. После пробуждения Цзяо Цзань тоже присоединяется к противостоянию. В панике Лю Лихуа случайно становится жертвой летящего ножа его жены. Цзяо Цзань и Жэнь Танхуэй легко одерживают верх над женой убитого и их людьми. Генерал продолжает свой путь изгнания. Но теперь вместе с ним появляется ещё один человек — жена Лю Лихуа.
Эпизод 3: «Печаль» (кит. трад. 哀, палл. Ай)
Вэй Ху всю дорогу скрежет зубами от ненависти ко всей семье Лань Гана, поскольку из-за них он провёл семь лет в тюрьме. Сегодня он выходит на свободу с намерением отомстить врагу. Наконец Вэй Ху приходит в свой давно заброшенный дом. Два пастуха, решившие укрыться от дождя в усадьбе, рассказывают, что люди семьи Лань, после захвата ими дома, вскоре также были убиты. Сейчас двор уже длительное время пустует, и ходят слухи о том, что здесь водится нечисть. Вэй Ху начинает осматривать дом. Когда он видит семейные таблички врага с именами покойных, то не может скрыть своего внутреннего негодования и на одном дыхании сносит все их, а затем с ненавистью сжигает. Ночью Вэй Ху обнаруживает в одной из комнат таинственную девушку, занимающуюся вышиванием. Она беженка, решившая расположиться в доме, в котором никого не было. Девушка показывает Вэй Ху свою вышивку, на которой изображено, как семью Вэй убивают люди семьи Лань. Вэй разгневан от того, что незнакомка показывает ему трагическую картину убийства семьи Лань своими врагами, одновременно сообщая, что по крайней мере один член семьи Вэй остался в живых, а единственно оставшаяся дочь семьи Лань, как говорят, повесилась. Девушка надеется, что Ху откажется от ненависти, но тот всё ещё настаивает  на том, чтобы раскопать могилы погибших врагов, высечь их трупы и разбить вдребезги их кости. Незнакомка повторно пытается отговорить его, предлагая помочь ему привести в порядок заброшенный дом. Той же ночью девушка предлагает Вэй Ху себя, чтобы утешить и любовью изменить его намерения. На следующий день беженка признаётся, что она дочь Лань Гана, чтобы любовь устранила семейную вражду, но он не обращает на это внимания. Наконец Вэй Ху всё равно непреклонен в своей решимости раскопать могилы и излить свой гнев. Девушка осознаёт, что не в силах его отговорить и решает уйти. Вэй Ху следует за ней, но её нигде нет. Внезапно струя крови начинает стекать с надгробной плиты до надписи «Могила Лань Пяньпянь».
Эпизод 4: «Счастье» (кит. трад. 樂, палл. Лэ)
Отец Сюй как обычно ловит рыбу на берегу реки. Но в этот раз происходит странное. В рыболовной сети вместо рыбы оказывается одна сломанная флейта. Он несколько раз осматривает предмет, а затем отбрасывает её подальше от себя. Неожиданно она издаёт громкий звук. Старик Сюй удивляется и подбирает флейту. Она неожиданно вновь издаёт красивый звук. Сюй приходит в ужас, отчего бросает флейту в воду. Внезапно у него за спиной раздаётся взрыв смеха. Старик оборачивается и видит человека в белой одежде, держащего в руке флейту. Вскоре оба знакомятся друг с другом, и парень даже играет на флейте , чтобы помочь старику поймать больше рыбы. Таким образом между этим человеком, которого зовут Ван Люлан, и Сюем завязывается крепкая дружба. Неожиданно Люлан признаётся старику, что не является человеком. Сюй изумляется, когда прикасается к Люлану, и убеждается сам, что его новый друг призрак, отчего ему становится страшно. Однако у Люлана нет намерений причинять вред Сюю. Он лишь сообщает рыбаку, что завтра у него будет удобный случай переродиться и стать настоящим человеком, и что умершим человеком будет молодая девушка. Сюй очень радуется за него. Ранним утром следующего дня у реки действительно бродит девушка. Старик Сюй узнаёт, что эта девушка по имени Инь Лин собирается броситься в реку, потому что семья выступает против её брака. Отец Сюй хватает Инь Лин и отводит к себе в дом. Ночью приходит Люлан. Он не винит Сюя, но сообщает ему, что завтра у него будет новая возможность переродиться, и просит Сюя не спасать жертву, как в прошлый раз, на что старик соглашается. Чтобы чувство сострадания всё не испортило, отец Сюй заколачивает двери и окна в своём доме.  Рано утром дама с ребёнком на руках плачет, стоя на берегу реки. Она хочет покончить жизнь самоубийством, однако младенец не перестаёт плакать, и Сюй не может удержаться от того, чтобы вновь спасти людей. Вскоре Сюй видит, что ребёнок больше не плачет, и дама уходит. Затем появляется Люлан. Оказывается, что призрак не смог вынести того, что младенец останется сиротой, и отказался от этой возможности перевоплотиться. Сюю ничего не остаётся, как утешить друга. Доброта Ван Люлана трогает Нефритового императора, и Люлан вдруг получает от него титул божества-покровителя Чэнхуана уезда Чжаоюань. Ван Люлан уходит в окружении небожительниц. Он улыбается старику Сюю, находясь в облаках, и сбрасывает ему длинный свиток, в котором написано: «Самое приятное в жизни — делать добро».

## В ролях
| «Веселье»    | «Веселье»               | «Гнев»       | «Гнев»       | «Печаль»     | «Печаль»      | «Счастье» | «Счастье» |
| Актёр        | Роль                    | Актёр        | Роль         | Актёр        | Роль          | Актёр     | Роль      |
| ------------ | ----------------------- | ------------ | ------------ | ------------ | ------------- | --------- | --------- |
| Чжэнь Чжэнь  | девушка-призрак Се Фань | Цао Цзянь    | Ян Яньчжао   | Чжан Мэйяо   | Лань Пяньпянь | Гэ Сянтин | отец Сюй  |
| Юэ Ян        | переписчик              | Чжан Фугэнь  | Жэнь Танхуэй | Оу Вэй       | Вэй Ху        | Питер Ян  | Ван Люлан |
| Лю Мин       | девушка-призрак Янь Чи  | Сюэ Хань     | Цзяо Цзань   | Хань Су      | пастух        | Цзян Цин  | Инь Лин   |
| Чэнь Гоцзюнь | могильный вор           | Чэнь Баолян  | конвоир      | Шангуань Лян | пастух        | Ли Лихуа  | дама      |
|              |                         | Хуан Гочжу   | конвоир      |              |               |           |           |
|              |                         | Ду Вэйлян    | конвоир      |              |               |           |           |
|              |                         | Ли Куй       | конвоир      |              |               |           |           |
|              |                         | Чэнь Хуэйлоу | Лю Лихуа     |              |               |           |           |
|              |                         | Ху Цзинь     | жена Лю      |              |               |           |           |

## Съёмочная группа
|                | «Веселье»                | «Гнев»             | «Печаль»                       | «Счастье»                     |
| -------------- | ------------------------ | ------------------ | ------------------------------ | ----------------------------- |
| Режиссёр       | Бай Цзинжуй              | Кинг Ху            | Ли Син                         | Ли Ханьсян                    |
| Автор сценария | Чжу Сянгань, Бай Цзинжуй | Кинг Ху, Се Цзясяо | Чжан Юнсян, Ли Чжишань, Ли Син | Ли Ханьсян, Пу Сунлин (сюжет) |
| Оператор       | Линь Цзаньтин            | Крис Чэнь          | Лай Чэнъин, Чэнь Куньхоу       | Чэнь Жуншу                    |
| Композитор     | Цзо Хунъюань             | У Дацзян           | Цзо Хунъюань                   | Ян Бинчжун                    |
| Арт-директор   | Ли Сяоцзин, Чжан Пэйчэн  | Ли Сяоцзин         | Цзоу Чжилян                    | Ли Сяоцзин                    |
| Монтаж         | Ван Цзиньчэнь            | —                  | Шэнь Екан                      | Чжан Чжунминь                 |
| Грим           | Ли Жуншэнь               | Цзян Мэйжу         | Чжоу Линцзы                    | Линь Хунъин                   |
| Костюмы        | Ли Чжикуй                | Лэй Качи           | Дуань Лин, Шу Ланьин           | Лэй Сукчхин                   |

## Производство
Бай Цзинжуй и Ли Син в 1969 году взяли отпуск на киностудии CMPC, чтобы совместно с Ли Ханьсяном и Кингом Ху срежиссировать фильм. Их цель заключалась в том, чтобы заработать деньги и помочь кинокомпании Grand Motion Picture Company, принадлежащей Ли Ханьсяну, выйти из бедственного финансового положения.